# Västra Skedvi församling
Västra Skedvi församling var en församling i Västerås stift och i Köpings kommun i Västmanlands län. Församlingen uppgick 2010 i Malma församling.

## Administrativ historik
Församlingen har medeltida ursprung under namnet Skedvi församling som namnändrades 8 mars 1889.
Församlingen utgjorde till 1962 ett eget pastorat för att därefter till 1971 vara annexförsamling i pastoratet Medåker,  Himmeta och Västra Skedvi. Från 1971 till 2010 var den annexförsamling i pastoratet Kolsva, Himmeta och Västra Skedvi. Församlingen uppgick 2010 i Malma församling.

## Organister
Lista över organister i Västra Skedvi församling.
| Ämbetstid | Namn                  | Levnadstid |
| --------- | --------------------- | ---------- |
| 1847-1880 | Lars Petter Nordström | 1821-1884  |
| 1880-1894 | Johan Axel Lindell    | 1858-      |
| 1894-1907 | Svante Emil Hultén    | 1871-1907  |
| 1907-1920 | Nils Franzén          | 1884-      |
| 1922-1957 | Rudolf Vidén          | 1900-      |

## Kyrkor
- Västra Skedvi kyrka